# Второе приближение
Трио «Второе приближение» (англ. The Second Approach Trio) — российское новоджазовое трио, созданное осенью 1998 года в Москве.
Стилистика группы совмещает русскую и европейскую культуры, синтез композиции и импровизации («компровизация»), мультистилистику новоджазовой сцены, включает элементы фольклора, современной академической музыки и музыкального театра.
Создатель и лидер ансамбля — пианист и композитор Андрей Разин. В коллектив входят вокалистка, заслуженная артистка России, бывшая участница цыганского трио «Ромэн» Татьяна Комова и контрабасист Игорь Иванушкин. Проект продюсирует журналист, радиоведущий и культуртрегер Михаил Митропольский, принимающий участие в выступлениях коллектива с нарративом.
«Второе приближение» позиционирует себя как «открытый проект» и играет совместно с ведущими российскими и зарубежными джазовыми музыкантами, среди которых валторнист Аркадий Шилклопер, саксофонисты Алексей Козлов, Юрий Яремчук, Олег Киреев и Алексей Круглов, новосибирский композитор-пианист и мультиинструменталист Роман Столяр, немецкий барабанщик Клаус Кугель, скрипачка и вокалистка Анна Чекасина и другие.
«Второе приближение» выпустило 15 альбомов, в том числе, с саксофонистами Юрием Яремчуком и Майком Эллисом, тромбонистом Розуэллом Раддом и другими.
Коллектив выступал в Австрии, Болгарии, Венгрии, Германии, Израиле, Китае, Литве, Японии, Молдове, Норвегии, Польше, США, Украине и Финляндии.

## История
Трио «Второе приближение» создано Андреем Разиным 6 октября 1998 года в Москве. Название коллектива, благодаря физику Митропольскому, «пришло из точных наук» и, по словам Разина, «означает, с одной стороны, необходимую и достаточную степень приближения к истине, с другой — приближение к слушателю».
На второй год существования «Второе приближение» выпускает первый диск — «Pierrot» с участием Аркадия Шилклопера. Музыка коллектива попадает в ротацию радиостанций и на телевидение. В 1999 году работа коллектива отмечена в трёх номинациях российской джазовой премии, присуждаемой Ассоциацией джазовых журналистов.
В 2001 году на фирме NRW Jazz (Эссен, Германия) выходит альбом «Ex Tempore».
Коллектив выступил в клубе Laboratoriume (Штуттгарт), а также с программой «Памяти Андрея» на выставке-ретроспективе Андрея Тарковского.
По возвращении из Германии «Второе приближение» участвует в фестивале «Джаз над Волгой» (Ярославль), на открытии «Джазового центра» в Киеве, в российских городах в рамках фестиваля «Джазовая провинция — 2001» и принимает участие в фестивале «Джаз-карнавале Одесса-2001».
В том же году трио выступает на 9-м международном джаз-фестивале в Касселе (Германия), московском фестивале современной музыки «Московская осень» и на джаз-фестивале в городе Лодзь (Польша).
В марте 2002 года канал «Культура» показывает программу «Jam-5», посвящённую трио «Второе приближение». Сами музыканты в это время находятся на международном джаз-фестивале в Киеве.
С сентября по октябрь ансамбль принимает участие в фестивалях в Виннице, Одессе, Кишиневе и Архангельске. Концертные выступления этих фестивалей выпущены на компакт-диске «Джаз давай!» (англ. Jazz Please!).
В ноябре 2002 «Второе приближение» выступает на фестивале «mamajazz» в Вильнюсе (Литва), а в декабре — на юбилейном концерте интернет-портала «Джаз в России».
Российская ассоциация джазовых композиторов отметила Андрея Разина своим дипломом, как лучшего джазового композитора 2002 года.
В 2003 году трио «Второе приближение» выступило в Концертном зале имени П. И. Чайковского в абонементном концерте Владимира Фейертага.
8 октября 2003 года коллектив отметил пятилетие концертом в Московском международном Доме музыки где в качестве гостей выступали ансамбль «Фэн-шуй» Олега Киреева и немецкий пианист Симон Набатов.
В конце 2004 года группа выступила в Финляндии — на фестивале Kaamos Jazz Festival, а затем с концертами в других городах.
В 2005 году «Второе приближение» приняло участие в финском фестивале Kerava Jazz, в Норвегии на Varangerfestivalen и в Болгарии на фестивале Varna Summer. В этом же году состоялся концерт коллектива в Органном зале Томска на фестивале современной музыки Эдисона Денисова.
В 2006 году ансамбль выступал на 15-м международном джаз-фестивале «Джаз-транзит» в Екатеринбурге, а следом совершил тур по джазовым центрам Литвы, выступив в Вильнюсе, Каунасе и Паланге.
В сентябре в Москве и в Калуге состоялись концерты с немецким новоджазовым барабанщиком Клаусом Кугелем.
Один из них транслировался в прямом эфире государственного Радио «Культура».
В 2009 году состоялся релиз восьмого CD The Second Approach Trio with Roswell Rudd «The Light». Презентация диска проходила в июне в бруклинской студии Ibeam (Нью-Йорк) с участием тромбониста Роузвелла Радда. После этого трио дало четыре концерта на The 8th Annual Xerox Rochester International Jazz Festival в США. Коллектив оказался в одной программе с известными музыкантами современного джаза — Чико Хэмилтоном, Джо Ловано, Биллом Фризеллом, Нильсом Петером Мольвером, Арве Хенриксеном и Дэйвом Брубеком. В октябре выпускает новый компакт-диск «37,1 °C» с участием перкуссиониста Владислава Окунева.
В 2010 году «Второе приближение» представило музыкально-литературную композицию «Квантовая теория музыки». Гастролирует с концертными турами в Австрии, принимает участие в украинско-польский фестивале Jazz Bez-2010. В начале осени британский лейбл Leo Records переиздаёт альбом Event Space.
Этот альбом оказался в списке альбомов года (Best New Release 2010 — Honorable Mention) нью-йоркской версии издания All About Jazz — New York.
В феврале 2010 года была представлена новая музыкально-литературная программа «О физиках и лириках» с участием Алексея Круглова (саксофон) и Михаила Митропольского (повествование).
В сентябре 2011 года на лейбле Leo Records состоялся релиз альбома «Pandora’s Pitcher».
В 2012 году третий альбом трио на Leo Records — «Beeswing» представил музыку, звучавшую в репертуаре трио в прошлые годы, в новом звуковом качестве.
16 февраля 2014 года «Второе приближение» представило проект, посвящённый памяти пианиста и композитора Дейва Брубека.
В том же году в Рахманиновском зале Московской консерватории «Второе приближение» представило программу в рамках цикла «Классика и джаз. Диалоги на языке импровизации» совместно с пианистом Александром Вершининым
В 2015 году у «Второго Приближения» лейбл ArtBeat Music выпускает альбом «A Day For Dave» с глубоко интерпретированными композициями Брубека. Презентация диска прошла в день 95-летия со дня его рождения 6 декабря 2015 года.
3 ноября 2017 года на лейбле Fancymusic вышел одиннадцатый альбом коллектива «Rezi Vár». Этот диск был отмечен в декабрьском Europe Jazz Media Chart 2017.
19 октября 2018 года трио «Второе приближение» отметило 20-летний юбилей в концертном зале Музея Александра Скрябина в Москве. В середине октября вышел целый набор CD  «Time Axis»: переиздание «A Day For Dave» в новом дизайне, новый релиз «Обэриуты», а также два диска с избранными композициями ансамбля Selected Works Vol.1 & Vol.3.
Музыкально-литературня программа «Обэриуты», в которой вместе с трио выступает саксофонист Алексей Козлов — инициатор проекта, выходит в 2018 году и отдельным релизом. Идея проекта «Юмор абсурда», основанного на стихах Николая Заболоцкого и Николая Олейникова, входивших или имевших отношение к содружеству поэтов ОБЭРИУ, возникла у Козлова ещё в 2008 году: «Раньше я уже пробовал осуществить эту идею с „арсенальцами“, но ничего не получилось: <тогдашние> коллеги по „Арсеналу“, при всем их таланте, сделаны из другого теста. И вот в 2007-м я попал на концерт трио Андрея Разина „Второе Приближение“… […] услышав их музыку, поражающую мелодичностью, а с другой стороны — политональностью, я вернулся к идее, не оставлявшей меня многие годы: создать музыкально-литературный спектакль на основе поэзии обэриутов».
В 2018 году трио «Второе приближение» в полном составе, Михаил Митропольский, Вячеслав Ганелин и Олег Юданов презентуют музыкально-драматический спектакль «Сказки Пушкина или мартовские коты».
В сентябре 2019 года трио выступило в Токио на фестивале Jazz Art Sengawa.

## Критика
Григорий Дурново:
Если джаз, то в высшей степени нетрадиционный. Академическая музыка — да, частично, но тоже довольно непривычная. Элементы кабаре — безусловно. А также цыганщина (если не в конкретных проявлениях вроде мелодии, то в темпераменте-то уж точно), при желании всяческая этническая музыка, хоть африканская, хоть клезмер. Да и романс тут тоже, конечно, ночевал. А еще все это может звучать в качестве сопровождения к стихам Олейникова и Заболоцкого. Такова музыка трио «Второе приближение».

## Дискография

### Номерные альбомы
1. Andrei Razin & the Second Approach «Pierrot» Boheme Music 1999 CDBMR 904056.
2. Second Approach feat. Mike Ellis «Ex Tempore» NRW Jazz NRW 9006 2001; Landy Star Jazz 2001 LS-028-(J18).
3. Second Approach & Yuri Yaremtchuk «Yurassic period» DIALOG MUSIC 2002 DM-80016 (J24).
4. Second Approach «Jazz, Please!» DIALOG MUSIC 2002 DM-80092 J28.
5. The Second Approach Trio with Roswell Rudd «The Light» SoLyd Rec. 2009 SLR 0390.
6. The Second Approach «37,1 °C» One Records 2009.
7. Second Approach «Event Space» CD LR 585 — Leo Records 2010 (2004 DM 2004 J102).
8. Second Approach «Pandora’s Pitcher» CD LR 621 — Leo Records 2011.
9. The Second Approach Trio «Beeswing» CD LR 640 — Leo Records 2012.
10. The Second Approach Trio «A Day For Dave» AB CD 11 2014 082 — ArtBeat Music 2015.
11. The Second Approach Trio «Rezi Vár» Fancymusic 093 2017.
12. The Second Approach Trio «Selected Works Vol.1» AB-CD-11-2018-135-1 — ArtBeat Music 2018.
13. The Second Approach Trio «Selected Works Vol.2» AB-CD-11-2018-135-2 — ArtBeat Music 2018.
14. The Second Approach Trio & Alexey Kozlov «Обэриуты» AB-CD-08-2018-134 — ArtBeat Music 2018.
15. The Second Approach trio «Time Axis» AB-CD-2018-135 DeLuxe 4CD — ArtBeat Music 2018.

### Сборники
1. Expression World. International Jazz Days. Archangelsk — 2002.
2. Джаз над Волгой 2001.
3. Джаз-карнавал Одесса 2001.
4. Mike Ellis "The Shaman’s Dance (2002) (А.Разин, Т.Комова).
5. II Международный Джаз-карнавал Одесса 2002.
6. «Еднiсть» Перший Мiжнародний джазовий фестиваль в м. Києвi (2002).
7. Jazz Globus, 4th International Jazz Festival, Ierusalem (2007).

### Официальные страницы
- Официальный сайт: secondapproach.ru.

### Интервью
- Геннадий Сахаров. «Второе приближение» к Юрию Яремчуку или Чем сердце успокоится // Jazz квадрат. — 2002. — № 5 (41).
- Северина Ирина. Андрей Разин: «НАША МУЗЫКА – СИНТЕЗ НА РАЗНЫХ УРОВНЯХ». Играем с начала (30 июня 2013). Дата обращения: 12 января 2020.
- Анна Филипьева. Интервью «Джаз.Ру». Пианист и композитор Андрей Разин и «путь совместного развития тематизма». Джаз.ру (20 мая 2018). Дата обращения: 7 января 2019.

### Репортажи
- From legends to lunacy . . . June 15th at the XRIJF (англ.). JazzRochester (16 июня 2009). Дата обращения: 8 февраля 2019.
- Александр В. Волков. Новоджазовое Трио «Второе Приближение» презентовало альбом с венгерским настроением. Русские Викиновости (23 ноября 2017).

### Видео выступлений
- The Second Approach — Burlesque Rag (Jazz.Ru Magazine Video Channel).
- The Second Approach — «Gustav Klimt’s Dreams» (Jazz.Ru Magazine Video Channel).
- Alexei Zoubov — Radical Tango (Jazz.Ru Magazine Video Channel).
- The Second Approach Trio (A La Rondo) (Taberculat).
- Трио «Второе Приближение» — Российская джазовая сцена — NAMM Musikmesse Russia 15.09.2016 (Сергей Золотарев).